# Enrique Planchart Loynaz
Enrique Planchart Loynaz (Caracas, Venezuela, 10 de marzo de 1894-Curazao, 9 de junio de 1953) fue un poeta, biógrafo y crítico de arte venezolano que formó parte de la llamada generación del 18.

## Trayectoria
Hijo de Enrique Planchart Ruiz y Soledad Loynaz. Estudia en un Colegio regentado por padres franceses en Caracas. En 1912 participa en la  fundación del Círculo de Bellas Artes, una agrupación de artistas plásticos paisajistas y escritores. En paralelo a su labor como crítico de arte, publicando notas sobre las pocas exposiciones que se realizaban en Caracas, se dedicó al comercio hasta 1935. En 1936 es designado como Director de Cultura y Bellas Artes en el Ministerio de Educación, cargo que ejerce hasta 1938 fomentando la vida artística en el país y participando como jurado en distintos salones de arte. A partir de ese año es nombrado como Director de la Biblioteca Nacional de Venezuela. Al frente de esta institución se ocupó de modernizar y enriquecer la colección. Fue miembro de la Junta Principal Conservadora y Protectora del Patrimonio Histórico y Artístico de la Nación, y de la Junta de Conservación y Fomento del Museo de Bellas Artes de Caracas. Fue presidente fundador de la Asociación Venezolana de Conciertos.
A la par se ocupó de la traducción de dos importantes obras: Bolívar, caballero de la gloria y de la libertad del escritor alemán Emil Ludwig en 1942 y Viaje a la parte oriental de Tierra Firme en la América meridional del francés François Depons, texto que sería finalmente publicado en 1960.
En 1952 fallece su esposa, la pianista María Luisa Rotundo Blanco, con quien tuvo dos hijos: Alejandro Enrique Planchart (músico y compositor) y Enrique Aurelio Planchart (matemático y rector de la Universidad Simón Bolívar). Tras el fallecimiento de su esposa, Enrique Planchart viaja a Canadá, en donde se dedica a la escritura y luego a Curazao, en donde fallece.

## Obras publicadas

### Poemas
- Primeros Poemas. Cartones para tapices. Canciones desvanecidas. Elegías. Los malos sueños, 1919
- Poema de Muky Götz, 1931
- Dos suites en verso blanco, 1934
- Bajo su mirada, 1954
- Prosa y verso, 1957

### Ensayos y biografías sobre arte venezolano
- Martín Tovar y Tovar 1828-1902 (1938)
- Arturo Michelena: catálogo y estudio preliminar (1948)
- Tres siglos de pintura venezolana (Museo de Bellas Artes, 1948)
- La pintura en Venezuela, 1956. Texto que reúne artículos y ensayos diversos sobre la historia del arte en Venezuela. Con una segunda edición en 1979.